# إسماعيل غونزاليس
إسماعيل غونزاليس (بالإسبانية: Ismael González Moreno)‏ (16 يونيو 1978 بمدينة مكسيكو في المكسيك - ) هو ملاكم مكسيكي، صنّف ضمن فئة وزن الريشة السوبر ‏.

## روابط خارجية
- إسماعيل غونزاليس على موقع بوكس ريك (الإنجليزية) (registration required)